# Willie O'Neill
William 'Willie' O'Neill (30 december 1940 - 28 april 2011) was een Schots voetballer, die voor Celtic en Carlisle United speelde.
O'Neill speelde 86 wedstrijden voor Celtic tussen 1961 en 1969. Hij ging met pensioen in 1971 na een enkelverwonding. 